# حسين أباد (شاهين دج)
حسين أباد هي قرية في مقاطعة شاهين دج، إيران. عدد سكان هذه القرية هو 61 في سنة 2006.